# 龍象寺
龍象寺（りゅうぞうじ）は、奈良県奈良市にある高野山真言宗の寺院。山号は宝寿山、本尊は地蔵菩薩。

## 歴史
寺伝によれば、行基が天平二年（730年）に地蔵菩薩を本尊として開創されたという。